# Santuario di Montaldero
Il santuario di Montaldero (più propriamente Nostra Signora di Montaldero) è un edificio devozionale situato nel territorio del comune di Arquata Scrivia, in provincia di Alessandria.

## Storia

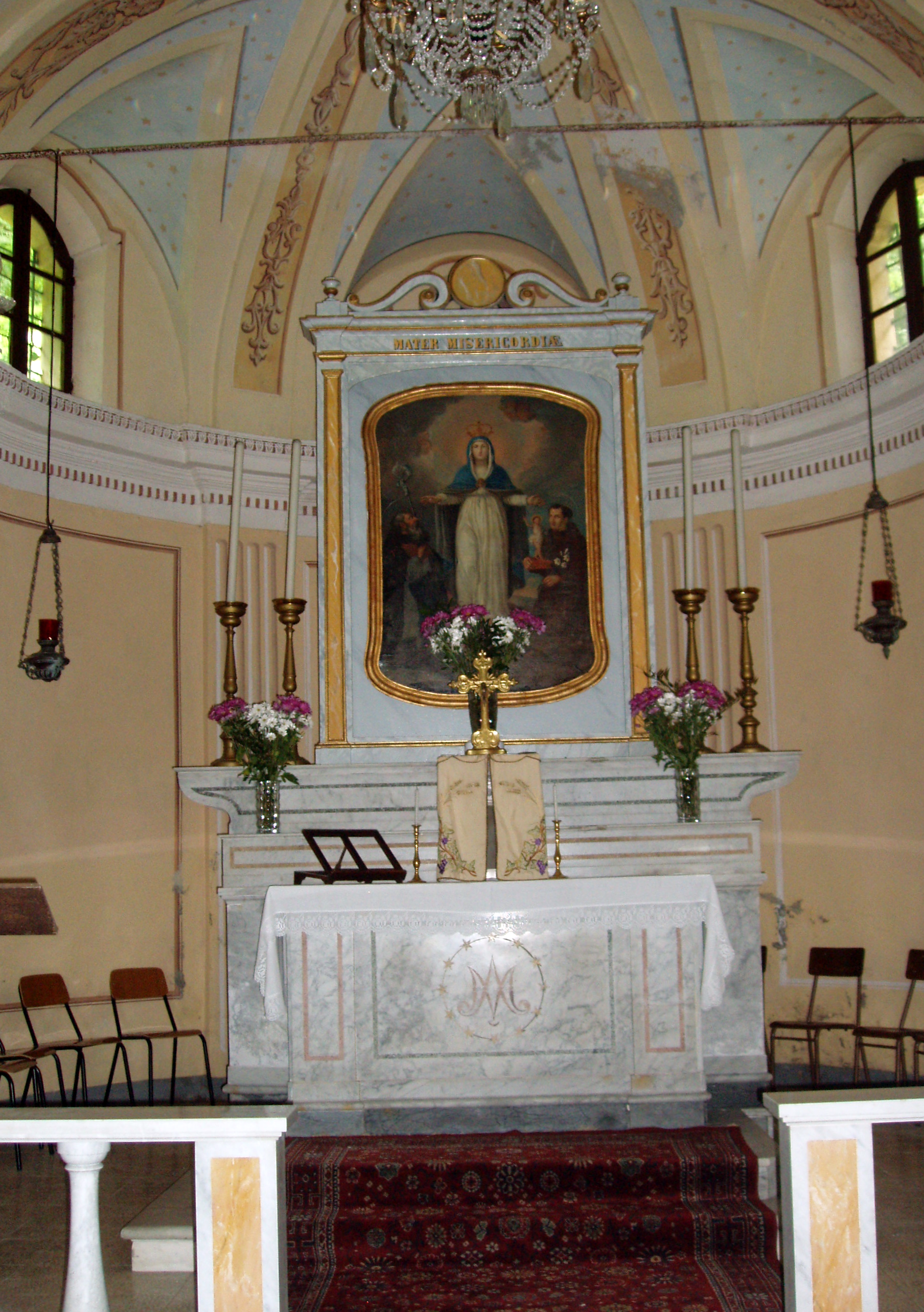
L'altare

Il fatto miracoloso alle origini della costruzione del santuario risale all'inizio del Seicento, quando un arquatese di nome Giobatta de Benedetti, probabilmente per le proprie precarie condizioni di salute, non poté adempiere al voto che aveva fatto di recarsi in pellegrinaggio a piedi al Santuario di Nostra Signora della Misericordia, nei pressi di Savona e distante molte decine di chilometri da Arquata. In sostituzione del voto l'uomo fece dipingere una immagine di Nostra Signora della Misericordia su un pilastro collocato in un edificio di proprietà della sua famiglia a un paio di km dal centro del paese. Il pilone, che era attiguo a un rustico edificio, nel 1646 venne protetto da una edicola e nel 1718 fu costruito l'attuale santuario. Nel 1752 Gian Batta Cambiaso, vicario foraneo, nel corso di una visita al santuario suggerì di realizzare un dipinto che riproducesse l'immagine murale fino ad allora venerata, dato che questa si trovava in un cattivo stato di conservazione. Il dipinto venne poi a sua volta restaurato nel 1882 da Stefano Sansebastiano, un pittore di Novi Ligure. L'edificio venne ampliato e reso più fruibile dai fedeli nel 1815; nel 1833 fu dotato di una sacrestia e per la fine del 1850 all'edificio vanne aggiunto anche l'attuale porticato anteriore. Nel frattempo il 26 maggio 1843 Papa Gregorio XVI aveva confermato il breve pontificio emesso il 21 settembre 1810 da Papa Pio VII nel quale veniva concessa l'indulgenza plenaria ai fedeli che visitassero il santuario e si comunicassero nel corso di alcune specifiche festività. L'attuale campanile venne costruito nel 1984 e le sue campane furono benedette nel 1912. La devozione al santuario è diffusa, oltre che in comune di Arquata, anche nei vicini centri abitati liguri. Nel corso della Seconda guerra mondiale gli abitanti di Arquata si rivolsero alla Vergine di Montaldero per chiederne la protezione dai bombardamenti. Nel 1957 il vecchio altare fu sostituito con l'attuale altare marmoreo, che si trovava in precedenza nella parrocchiale di Arquata.

## Descrizione

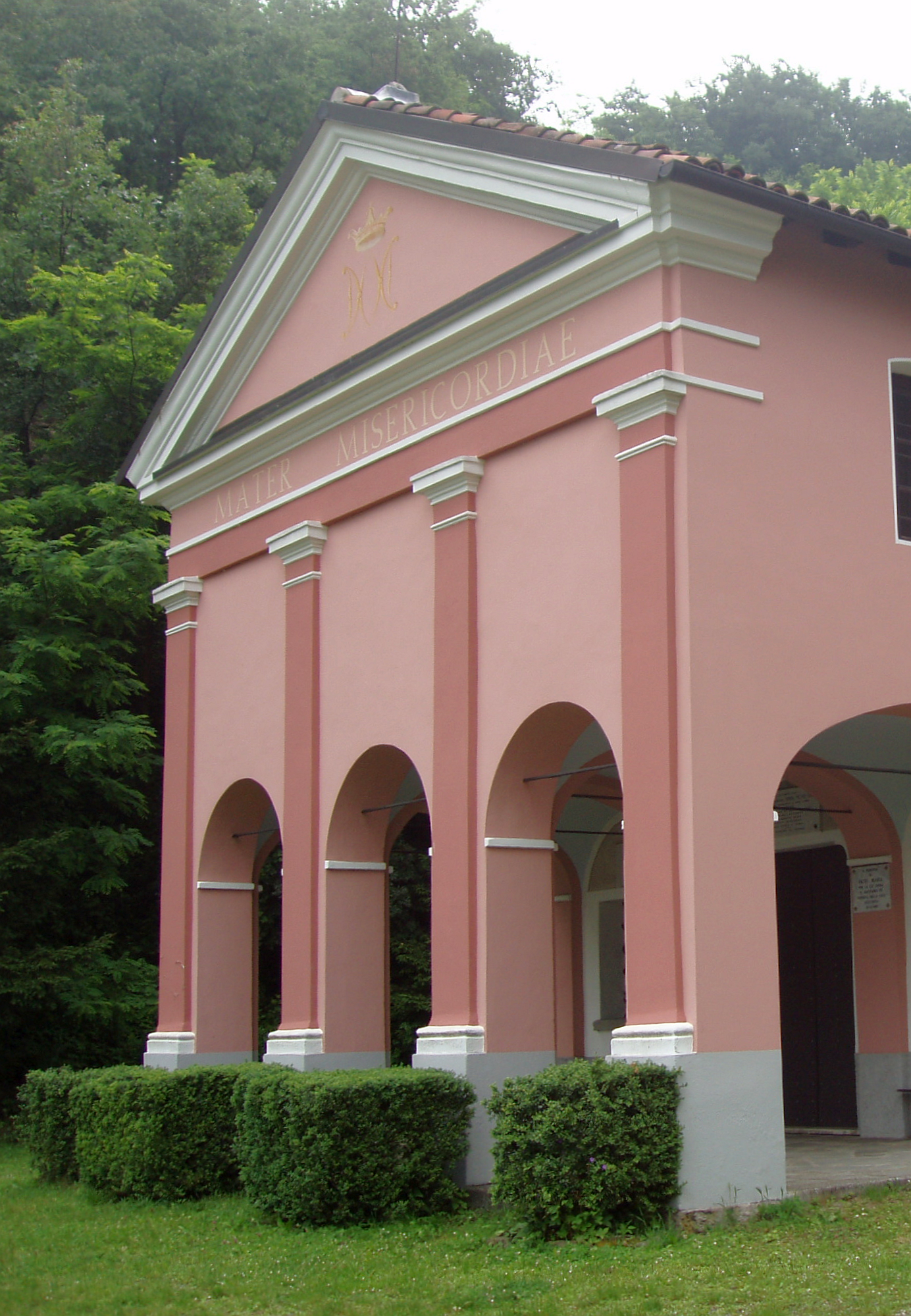
Il portico anteriore

Il santuario è situato poco sotto al rilievo dove sorgeva il castello di Montaldo, oggi ridotto in rovina. Si presenta a navata singola, con il tetto a due falde. Davanti alla facciata si trova un porticato con quattro pilastri. All'interno, ad altare singolo, si trova un pulpito costruito nel 1871 e realizzato in pietra grigia e rosata. Sono presenti vari ex-voto in forma di piccoli dipinti su tavola e oggetti di oreficeria. Il campanile, che culmina con una cupola in rame, venne costruito nel 1894.

## Accesso
Il santuario è servito da una strada realizzata negli anni 1930, la cui costruzione costò 30.000 lire dell'epoca, come ricordato da una lapide collocata nel portico anteriore. Il santuario è anche raggiungibile con un percorso pedonale che lo collega con il centro storico di Arquata permettendo di visitare i ruderi del castello e la torre che domina il paese.